# 藤原大智
藤原 大智（ふじわら だいち、5月1日 - ）は、日本の男性声優。香川県出身。ベルプロダクション所属。

## 人物
方言は関西弁、讃岐弁。趣味は食べ歩き、カラオケ、ゲーム、散策。特技なんでも美味しく食べる事、歌舞伎、水泳。資格は普通自動車免許。

## 出演

### テレビアニメ
2014年
- 寄生獣 セイの格率（不良、教師、生徒、やじ馬、パラサイト、特殊隊員）
- それいけ!アンパンマン（ゆきおおかみ、村人）

2017年
- BORUTO-ボルト- NARUTO NEXT GENERATIONS（2017年 - 2020年、横堀クワ、消防士、釣糸の子分、蜂谷の仲間、管理人さん 他）

2019年
- ファンタシースターオンライン2 エピソード・オラクル（アークス）

2020年
- 映像研には手を出すな!（炭水化物革命研男子、イベント参加者）

2021年
- サクガン（ポッキス）

2022年
- 平家物語（以仁王）
- よふかしのうた（2022年 - 2025年、一般客、オタク） - 2シリーズ

2023年
- 天国大魔境（詐欺師）

2024年
- 夜のクラゲは泳げない（観客）
- 妻、小学生になる。（保谷）
- ダンダダン（クラスメイトE）

### 劇場アニメ
- 犬王（2022年）

### Webアニメ
- 日本沈没2020（2020年、駅のホームアナウンス、男性メンバーB）
- 怒りのオコリザル観察日記（2024年、コフキムシ）

### 吹き替え

#### 映画
- あなたの旅立ち、綴ります（庭師 他）
- あの夜、マイアミで
- エブリデイ（マイケル）
- ザ・スーサイド・スクワッド “極”悪党、集結（ミルトン〈フリオ・セザール・ルイズ〉）
- Smile スマイル
- トムとジェリー（レオ〈エドワード・ジャッジ〉）
- ノエル（マット）
- ハッピー・デス・デイ
- ハッピー・デス・デイ 2U
- ハドソン川の奇跡（ジミー・ステファニク〈マックス・アドラー〉）※ザ・シネマ版
- ブラック アンド ブルー（警官 他）
- ぼくらと、ぼくらの闇（ダリル）
- マッドマックス 怒りのデス・ロード（Vアントワット〈アントワットネット・ケラーマン〉）※ザ・シネマ版
- マッドマックス:フュリオサ[8]
- リム・オブ・ザ・ワールド（ローガン）
- ローガン・ラッキー（ブラット・ヌーナン〈メイコン・ブレア〉）

#### ドラマ
- NCIS: ニューオーリンズ シーズン4、5
- キング・オブ・メディア シーズン2（ブライアン）
- ザ・キャプチャー 歪められた真実2（ローワン・ギル〈アンディ・ナイマン〉[9]）
- ナチ・ハンターズ（アーサー・“ブーティホール”・マクギガン〈ケイレブ・エメリー〉）
- フィアー・ザ・ウォーキング・デッド（テランス）
- THE BLACKLIST/ブラックリスト シーズン6、7（養蜂家男、ダンジョンマスター）
- ブラッド&トレジャー（マルワン）
- ペリー・メイスン
- ミスター・メルセデス シーズン3（カール）
- VIOLET シーズン2
- ロング・ブライト・リバー

#### テレビ番組
- ジェフ・ゴールドブラムの世界探求

#### アニメ
- ヴォルトロン シーズン8 (ソクジン)
- ガーディアンズ・オブ・ギャラクシー（エイリアン）
- スポンジ・ボブ（ルーブ、客、老人）
- パトリック・スター・ショー（ルーブ）
- Novelmore “Invincibus”（ダリオ、カフブーム）
- ヒルダの冒険 シーズン2（スワンプマン）
- マーベル スパイダーマン（ハーマン・シュルツ、グレーディ）
- 野生の島のロズ[10]

### ボイスオーバー
- ディズニー・アニマルキングダムの魔法（マーカス）

### シリーズ一覧
1. ↑  Season1（2022年）、Season2（2025年）